# Léo Mineiro
Léo Mineiro (nacido el 10 de marzo de 1990) es un futbolista brasileño que se desempeña como delantero.
Jugó para clubes como el Cruzeiro, América, Atlético Paranaense, Ipatinga, Villa Nova, Paraná, FC Gifu, Al-Markhiya y Avispa Fukuoka.

## Trayectoria

### Clubes
| Club                | País          | Año         |
| ------------------- | ------------- | ----------- |
| Cruzeiro            | Brasil        | 2006 - 2007 |
| América             | Brasil        | 2008 - 2010 |
| Jeju United         | Corea del Sur | 2010        |
| América             | Brasil        | 2011 - 2012 |
| Atlético Paranaense | Brasil        | 2012 - 2015 |
| Ipatinga            | Brasil        | 2012        |
| XV de Piracicaba    | Brasil        | 2013        |
| Villa Nova          | Brasil        | 2014        |
| Paraná              | Brasil        | 2014        |
| Coimbra             | Brasil        | 2015 - 2018 |
| FC Gifu             | Japón         | 2015 - 2016 |
| Daegu FC            | Corea del Sur | 2017        |
| Busan IPark         | Corea del Sur | 2017        |
| Al-Markhiya         | Catar         | 2018        |
| Avispa Fukuoka      | Japón         | 2018        |